# Amani Aguinaldo
Amani Manuel Santos Aguinaldo (* 24. April 1995 in Las Piñas) ist ein philippinischer Fußballspieler.

## Karriere

### Verein
Amani Aguinaldo erlernte das Fußballspielen in der Universitätsmannschaft der Far Eastern University. Seinen ersten Vertrag unterschrieb er 2012 bei Loyola Meralco Sparks FC, dem heutigen Meralco Manila. Der Verein aus Manila spielte in der ersten Liga, der Philippines Football League. 2013 wechselte er zu Global Cebu, einem Erstligisten aus Makati. Mit dem Verein wurde er 2017 Vizemeister. Außerdem gewann er mit Club 2014 den UFL FA Cup und 2016 den UFL Cup. 2018 unterschrieb er einen Vertrag beim Ligakonkurrenten Ceres-Negros FC in Bacolod City. 2018 wurde er mit CN Meister des Landes. 2019 wurde er an Perak FA nach Malaysia ausgeliehen. Mit dem Club aus Ipoh spielte er in der ersten Liga, der Malaysia Super League. Anfang 2020 wechselte er nach Thailand. Hier unterzeichnete er einen Vertrag beim Erstligisten Trat FC in Trat. Am Ende der Saison 2020/21 musste er mit Trat als Tabellenvorletzter in die zweite Liga absteigen. Für Trat absolvierte er 17 Erstligaspiele. Nach dem Abstieg verließ er Trat und wechselte nach Nong Bua Lamphu. Hier unterschrieb er einen Vertrag beim Erstligaaufsteiger Nongbua Pitchaya FC. Für den Verein aus Nong Bua Lamphu bestritt er 19 Erstligaspiele. Im Juni 2022 wechselte er nach Nakhon Ratchasima zum Ligakonkurrenten Nakhon Ratchasima FC. Am Ende der Saison 2022/23 musste er mit Korat in die zweite Liga absteigen. Für Korat bestritt er 16 Ligaspiele. Nach dem Abstieg wurde sein Vertrag im Sommer 2023 nicht verlängert. Zu Beginn der Saison 2023/24 unterschrieb er einen Vertrag bei seinem ehemaligen Verein, dem Erstligaaufsteiger Trat FC. Am Ende der Saison 2023/24 belegte er mit Trat den letzten Tabellenplatz und musste somit in die zweite Liga absteigen. Nach dem Abstieg verließ er den Verein und schloss sich im Juli 2024 dem Erstligaaufsteiger Rayong FC an.

### Nationalmannschaft
Amani Aguinaldo spielt seit 2013 in der philippinischen Nationalmannschaft. Sein Länderspieldebüt gab er mit 18 Jahren am 14. August 2013 in einem Freundschaftsspiel gegen Indonesien im Gelora-Bung-Karno-Stadion in Jakarta.

## Erfolge

### Verein
Ceres-Negros FC
- Philippinischer Meister: 2018

Global Makati FC
- Philippinischer Vizemeister: 2017
- UFL Cup

Sieger: 2016
- UFL FA League Cup

2. Platz: 2014
- UFL FA Cup

Sieger: 2014

### Nationalmannschaft
Philippinen
AFC Challenge Cup: 2014 (2. Platz)